# To proxenió tis Ánnas
To proxenió tis Ánnas (grec: Το προξενιό της Άννας, El compromís de l'Anna) és una pel·lícula grega dirigida per Pantelis Vulgaris i estrenada el 1972. Va rebre els premis a la millor pel·lícula, la millor primera pel·lícula, la millor actriu, la millor actriu secundària i el millor actor secundari al Festival del Cinema Grec de Salònica el 1972. Al 24è Festival Internacional de Cinema de Berlín va rebre els premis Otto Dibelius i OCIC, així com el Premi FIPRESCI.
L'abril de 1985, la Unió Panhel·lènica de Crítics de Cinema la va designar com a setena millor pel·lícula grega de la història.

## Argument
Anna (Anna Vagena), d'origen camperol, fa deu anys que fa de minyona en una família burgesa dels suburbis d'Atenes. El seu cap, que la considera com la seva filla, decideix casar-la. Ella tria Kosmas (Stavros Kalaroglou) per a ell. Els dos nuvis es troben un diumenge a la tarda i se'ls permet sortir a passejar per la ciutat. Al principi tímids i tranquils, ràpidament es veuen atrapats en l'ambient de festa. Primer van a una taverna on escolten música popular i després acaben la vetllada en un cabaret on tornen a escoltar música popular. No obstant això, s'obliden del "toc de queda", l'hora de tornada que els seus caps han posat a l'Anna. L'actitud de la família canvia: Kosmas ja no és benvingut i l'Anna té prohibit sortir, pel seu bé. Anna, incapaç de rebel·lar-se, pateix el seu destí.

## Repartiment
- Anna Vagena
- Smaro Veaki
- Kostas Rigopoulos
- Stavros Kalaroglou
- Aliki Zografou
- Alekos Oudinotis
- Maria Martika